# Стороны света
Стороны света, страны света (или Стороны горизонта) — четыре основных направления в навигации, относительно движения Солнца по небосводу на Земле.
В географии — одно из 4 основных направлений: Север, Юг, Запад, Восток. Север в большинстве стран на географических картах указан сверху.

## Обозначение
На схемах, картах, компасах и других инструментах стороны света обозначены:
- С — Север
- Ю — Юг
- В — Восток
- З — Запад

Международное латинское обозначение: N, S, W, E (North - Север, South - Юг, West - Запад, East - Восток) 

## Описание
Направления север и юг определяются полюсами Земли, а восток и запад (связанных с вращением планеты вокруг своей оси) — видимым восходом и закатом небесных светил. С древности человек определял примерное южное направление — по положению Солнца в кульминации, восточное — по месту его восхода, а западное — по месту заката; северное направление (в Северном полушарии) определяли по Полярной звезде.
Способ нахождения направления Востока и Запада по месту восхода и заката солнца прекрасно работает в районе между тропиком Рака и тропиком Козерога включая экватор, но малопригоден в приполярных областях, особенно в периоды полярного дня или полярной ночи. В умеренных широтах способ одномоментно работает в дни весеннего и осеннего равноденствия, когда солнце восходит наиболее близко к направлению на Восток и заходит наиболее близко к направлению на Запад. В остальные периоды времени в умеренных широтах точки захода и восхода солнца отклоняются к северу в летние месяцы и к югу в зимние. Способ требует зафиксировать два момента времени, отметив от выбранного ориентира точки захода и восхода солнца. Поскольку полный круг делится двумя радиусами на два угловых сектора, больше 180 градусов и меньше, из них выбирается наименьший и делится пополам (биссектриса). Летом в северном полушарии биссектриса укажет направление на Север, а зимой на Юг, откуда можно найти ортогональные направления на Восток и Запад. В южном полушарии наоборот.
На современных географических картах северная сторона обычно находится сверху: в этом случае юг находится снизу, запад — слева, а восток — справа. На старинных, а порой и современных картах, могли располагать вверху юг или восток.
Карты звёздного неба, как правило, изображают так, что небесный свод (небесная сфера) располагается видимой, в отличие от карт земной поверхности, не под, а над наблюдателем. При этом для наблюдателя, смотрящего в направление небесного экватора, впереди будет юг, сзади — север, слева — восток и справа — запад.
При ориентации человека в пространстве также используется принцип четырёх сторон: «впереди», «позади», «слева», «справа». В этом случае направления не фиксированы и выбираются уже относительно самого человека.
Принцип четырёхсторонней ориентации на поверхности был важной вехой в познании человеком окружающего мира. Овеществлён в кресте.
Принцип четырёхкратности отражён в фольклоре, обычаях, религиозных обрядах многих народов, в том числе и славянских:
- «пойти на все четыре стороны»;
- трипольские четырёхчастные жертвенники были точно ориентированы своими четырьмя крестовинами по сторонам света, даже если это направление расходилось с ориентировкой стен дома и т. д.

Кроме разбиения круга на четыре направления — север, юг, запад, восток — по мере развития задач ориентирования вводились дополнительные разбиения с промежуточными направлениями: северо-запад, северо-восток, юго-запад, юго-восток; всего направлений стало восемь. Позже вводили следующие промежуточные разбиения: северо-северо-запад, запад-северо-запад и так далее с доведением числа направлений до 16. После ещё одного разбиения на промежуточные направления этот процесс завершился с вводом 32 румбов.

## Цвета, символизирующие стороны света
Ранее[где?] окраска магнитной стрелки компаса, указывающей на север была синяя. Если компас старый, то синий конец стрелки соответствует направлению на север, а красный — на юг. В более современных моделях окрашивают (красным, синим, зеленым — любым ярким цветом) только ту половину стрелки, которая указывает, где север..

## Условное обозначение
Для обозначения сторон света часто используют 4 латинские буквы: N, S, E, W (что соответствует первым буквам названий сторон света в английском языке — North, South, East, West), или С, Ю, В, З (что соответствует первым буквам названий сторон света в русском языке — Север, Юг, Восток, Запад).
Помимо этого, в истории российской морской навигации длительное время чаще всего применялись немецкие названия сторон света (также и по сей день используются) — Nord, Süd, Ost, West (Норд, Зюд, Ост, Вест).
Это объясняется, скорее всего, тем, что в Петровскую эпоху — начало XVIII столетия, когда шло зарождение морского флота Российской империи, многие термины в русский язык пришли, как известно, из нидерландского языка, а там стороны света имеют следующие названия, во многом созвучные родственным им немецким: N — noord (норд), Z — zuid (зюйд), O — ost (ост), W — west (вест).